# Dabous-Giraffen

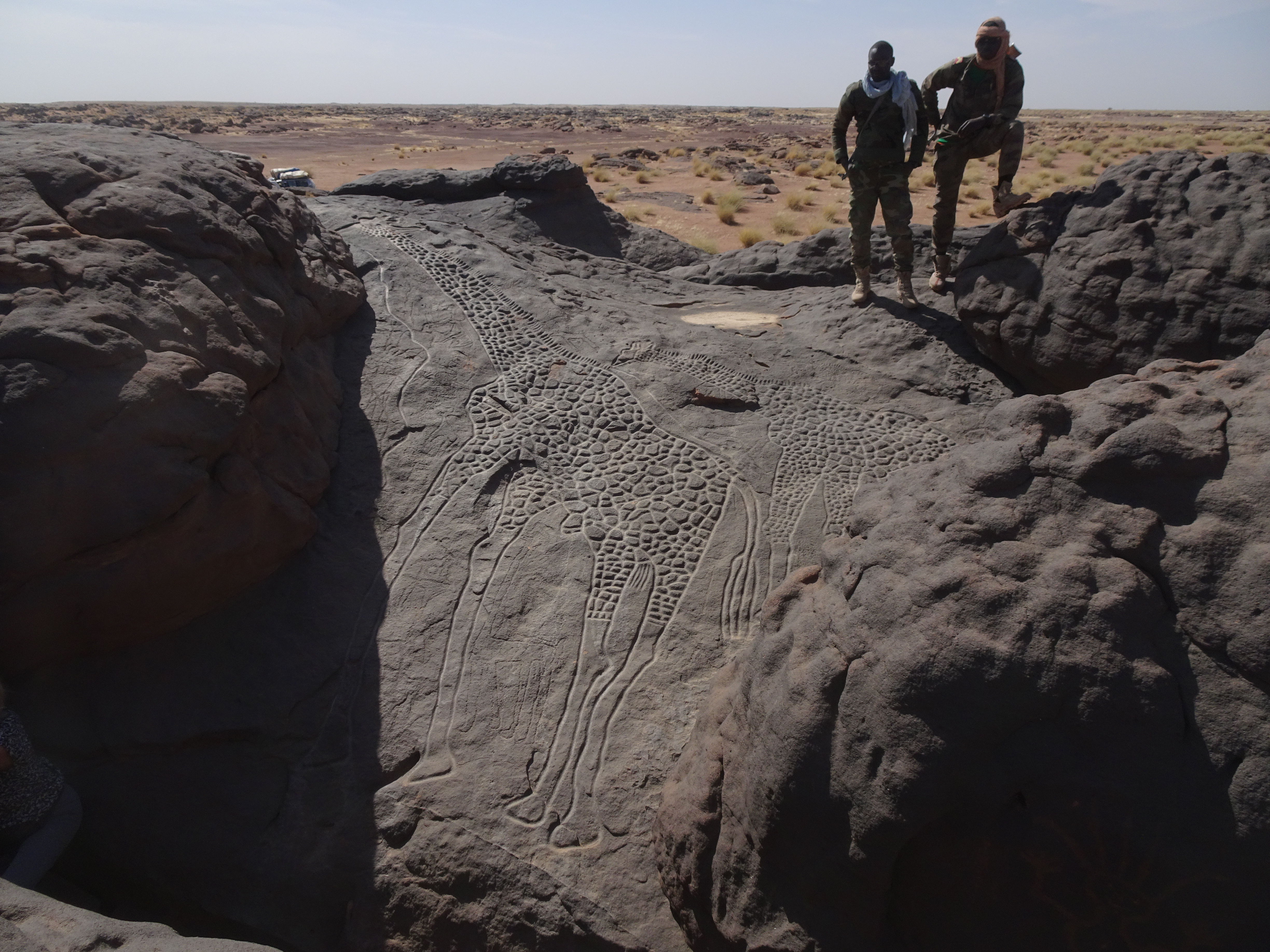
Die Dabous-Giraffen in Niger

Die Dabous-Giraffen sind lebensgroße Felsgravuren zweier Giraffen in der Sahara aus der Jungsteinzeit. 

## Die Giraffen

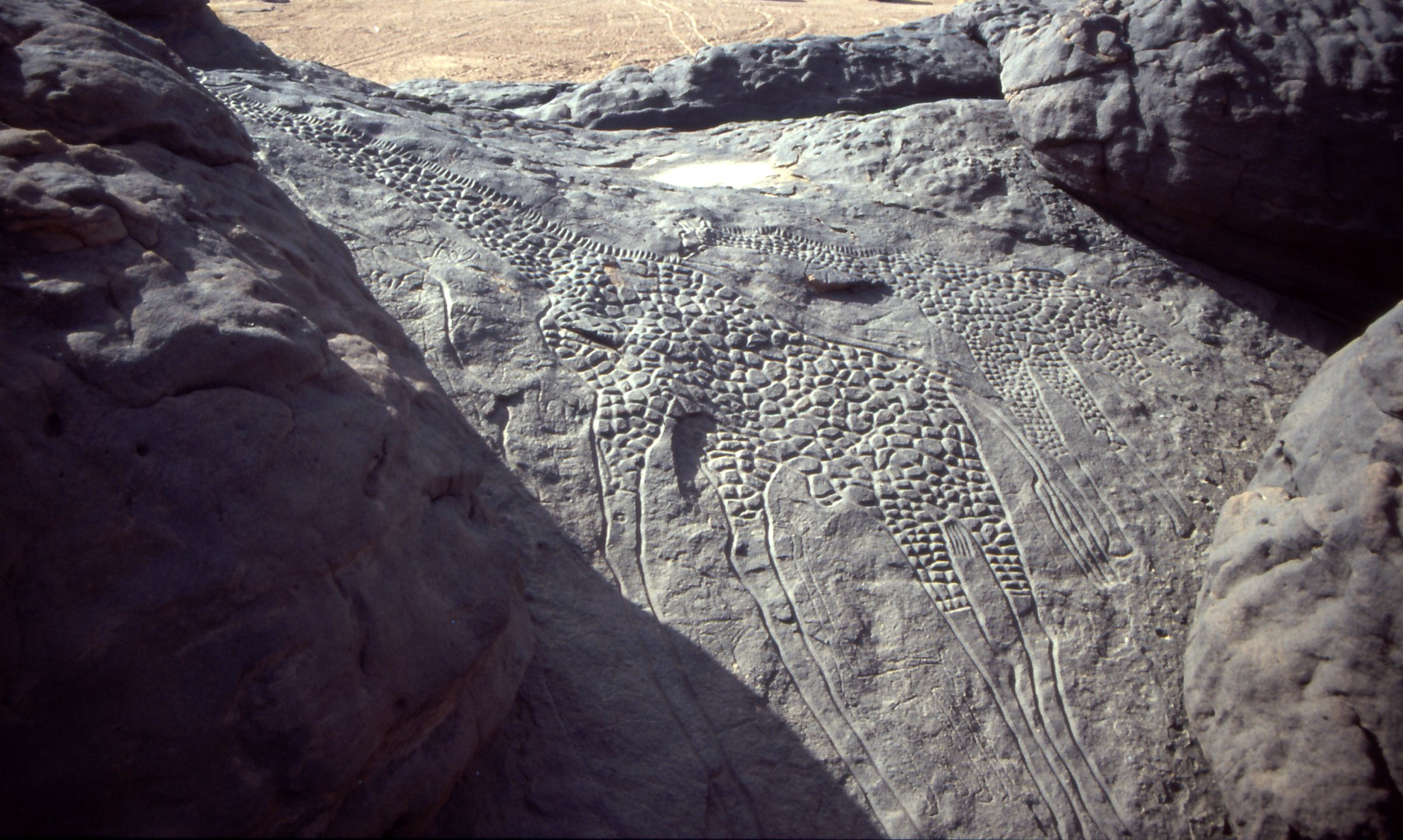
Nähere Ansicht der Dabous-Giraffen

Die Gravuren befinden sich auf der abgeschrägten Oberseite eines ca. 15 m hohen Sandsteinblocks und können vom Boden aus nicht gesehen werden. Die größere, männliche Giraffe weist eine Höhe von 5,4 m von den Hörnen bis zu den Hufen auf und gehört weltweit zu den größten derartigen Felsgravuren. Das Alter wird auf 7.000 bis 10.000 Jahre geschätzt.
Die Besonderheit der Giraffen ist ihre hohe Detailtreue und die Wahrung der Proportionen. Bei beiden Giraffen führt eine gravierte Linie vom Kopf zu einer kleinen menschlichen Figur. Zur Bedeutung dieses Motivs gibt es mehrere Interpretationen. Es ist aber auch nicht ausgeschlossen, dass diese Teile erst später hinzugefügt worden sind.

## Lage und Umgebung

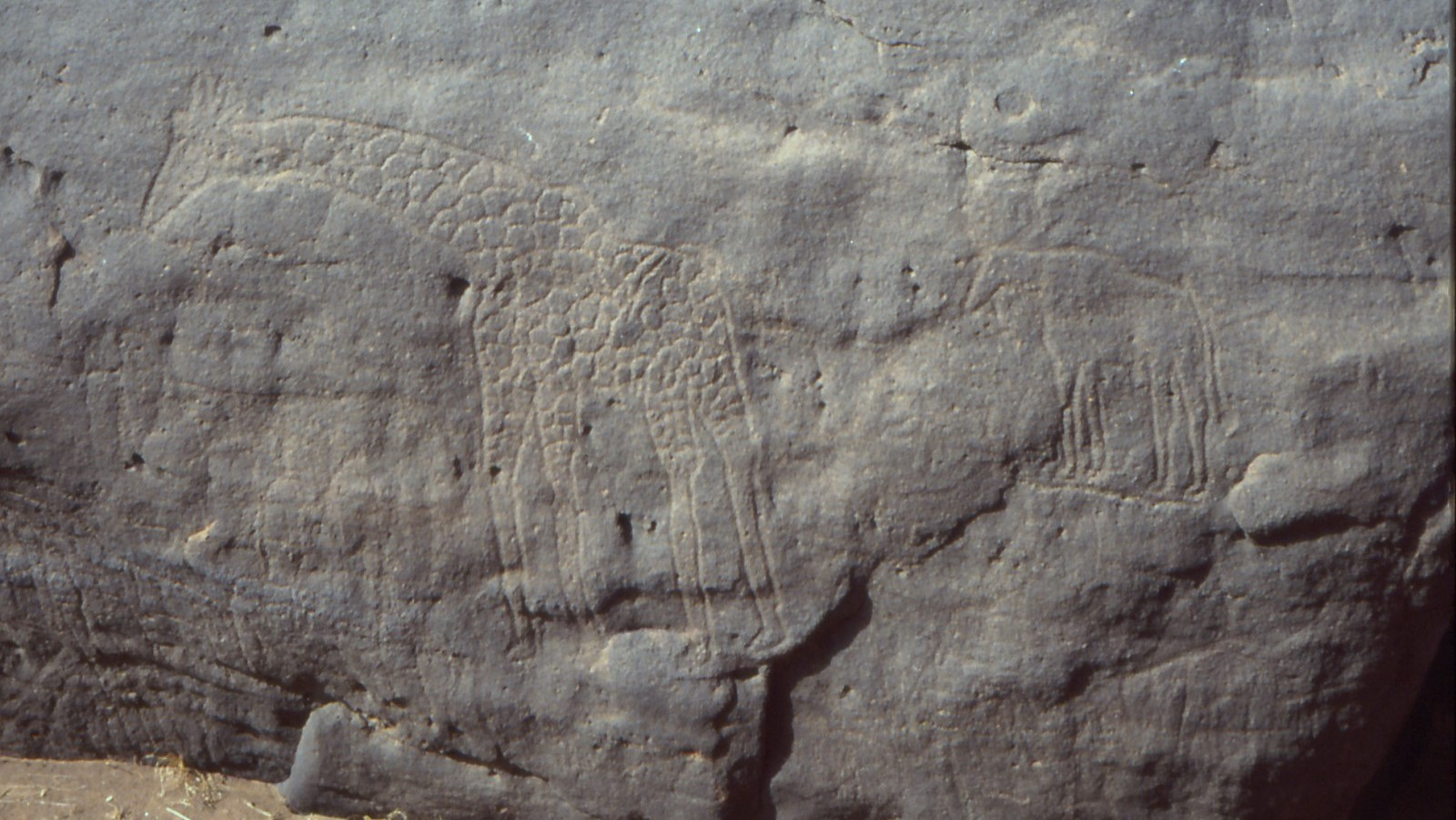
Kleinere Felsgravuren in der Nähe der Dabous-Giraffen

Die Felsgravuren befinden sich in der Ténéré am Rande des Aïr-Gebirges in Niger, etwa 110 km nördlich von Agadez und nur wenige Kilometer abseits der Transsahararoute. In der Nähe gibt es hunderte weitere Felsgravuren, die jedoch deutlich kleiner ausfallen. Außerdem finden sich Reste von versteinertem Holz.

## Schutzmaßnahmen
1999 wurden Kopien der Gravuren angefertigt, die unter anderem am Flughafen von Agadez zu besichtigen sind. Eine weitere Kopie befindet sich bei der National Geographic Society in Washington, D.C.
Im Jahr 2000 wurden die Felsgravuren von Dabous in die World Monuments Watch Liste der 100 meist gefährdeten Kulturdenkmäler aufgenommen.